# Centro de Estudos Ambientais e Desenvolvimento Sustentável
O Centro de Estudos Ambientais e Desenvolvimento Sustentável (CEADS) é um centro de pesquisa ligado à Sub-reitoria de Graduação e Pesquisa da UERJ criado em 1998, embora a área tenha sido cedida à universidade pelo governo do estado do Rio de Janeiro em 1994.  Está situado na Ilha Grande e atualmente ocupa parte das instalações do antigo Instituto Penal Cândido Mendes, na Vila Dois Rios. Esta vila é ligada à Vila do Abraão (porto de chegada de embarcações vindas do continente) por uma estrada de terra batida de 12 Km . No CEADS há diversos projetos de pesquisa e extensão sobre a fauna e flora da região terrestre e aquática bem como um projeto de natureza geográfica e a realização de um diagnóstico socioambiental de suas comunidades além de manter um projeto sobre a história de suas instituições carcerárias. 